# Homenmen Beirut
L'Associazione Sportiva Homenmen Beirut (in arabo الجمعية الرياضية هومنمن بيروت‎?, in armeno Հայ Մարզական Միութիւն (ՀՄՄ)?) è una società polisportiva libanese fondata dalla diaspora armena, che comprende sezioni di calcio, ping pong, ciclismo e un programma di scautismo. La polisportiva ha sede a Beirut e rappresenta il capitolo libanese dell'organizzazione internazionale "Homenmen". Mantiene una rivalità storica con un'altra società armena in Libano, il Homenetmen.

## Storia
Il nome "Homenmen" (in arabo هومنمن‎?) deriva dalla pronuncia dell'acronimo ՀՄՄ (HMM; ho-men-men) del nome armeno della società (in armeno Հայ Մարզական Միութիւն?), che significa "Unione Sportiva Armena".
Il Homenmen libanese è una delle organizzazioni sportive pioniere in Libano ed è stata fondata nel 1921. Ha filiali in tutto il paese. Il ramo principale è quello di Beirut.
L'associazione Scouts Homentmens fa parte della Federazione Scout del Libano e, attraverso questa, dell'Organizzazione Mondiale del Movimento Scout.

## Palmarès

### Competizioni nazionali
- Campionato libanese: 4

1944-45, 1953-54, 1956-57, 1960-61
- Coppa d'Élite libanese: 1

1999